# وی‌تی‌بی کپیتال
وی‌تی‌بی کپیتال (روسی: ВТБ Капитал) شرکت خدمات مالی روسی است، که در سال ۲۰۰۸ تأسیس شد.